# Sweetnighter
| Recensione       | Giudizio     |
| ---------------- | ------------ |
| AllMusic         | [ 2 ]        |
| Robert Christgau | B            |
| Sputnikmusic     | 4.5 (Superb) |

Sweetnighter è un album dei Weather Report pubblicato nel 1973.

## Tracce

### LP
Lato A
1. Boogie Woogie Waltz – 13:01 (Joe Zawinul) – Registrato il 5 febbraio 1973
2. Manolete – 5:50 (Wayne Shorter) – Registrato il 3 febbraio 1973
3. Adios – 2:56 (Joe Zawinul) – Registrato il 3 febbraio 1973

Lato B
1. 125th Street Congress – 12:12 (Joe Zawinul) – Registrato il 3 febbraio 1973
2. Will – 6:13 (Miroslav Vitous) – Registrato il 5 febbraio 1973
3. Non-Stop Home – 4:50 (Wayne Shorter) – Registrato il 7 febbraio 1973

## Musicisti
Boogie Woogie Waltz
- Joseph Zawinul - sintetizzatore, pianoforte elettrico
- Wayne Shorter - sassofono soprano, sassofono tenore
- Miroslav Vitous - basso elettrico
- Andrew White - basso elettrico
- Dom Um Romão - campana, tamburello basco, chocalho
- Muruga (Steven Bookvich) - moroccan clay drums
- Herschel Dwellingham - batteria

Manolete
- Wayne Shorter - sassofono soprano
- Josef Zawinul - pianoforte elettrico, pianoforte acustico, sintetizzatore
- Miroslav Vitous - basso acustico
- Eric Gravatt - batteria
- Dom Um Romão - campana, tamburello basco
- Herschel Dwellingham - batteria
- Muruga (Steven Bookvich) - moroccan clay drums, timpani, piatto splash

Adios
- Josef Zawinul - pianoforte elettrico
- Wayne Shorter - sassofono tenore
- Andrew White - corno inglese
- Muruga (Steven Bookvich) - roller toy

125th Street Congress
- Josef Zawinul - pianoforte elettrico
- Wayne Shorter - sassofono soprano
- Miroslav Vitous - basso acustico
- Andrew White - basso elettrico
- Eric Gravatt - batteria (introduzione brano)
- Herschel Dwellingham - batteria
- Muruga (Steven Bookvich) - israeli jar drum
- Dom Um Romão - pandeiro, cuíca, tamanco, chocalho, gong, tamburello basco, campanaccio

Will
- Andrew White - corno inglese
- Josef Zawinul - pianoforte elettrico
- Wayne Shorter - sassofono tenore
- Miroslav Vitous - basso elettrico
- Dom Um Romão - cachichi, wood block, chocalho

Non-Stop Home
- Wayne Shorter - sassofono soprano
- Eric Gravatt - batteria
- Herschel Dwellingham - batteria
- Andrew White - basso
- Dom Um Romão - percussioni, vaibis-stone, chinese tom-tom, cymbal, castanhola, gong, wood block, caxixi, wood flute, tamburello basco
- Josef Zawinul - sintetizzatore, pianoforte acustico

Note aggiuntive
- Shoviza Productions - produzione
- Registrato dal 3 al 7 febbraio 1973 al Connecticut Recording Studio di New Haven, Connecticut (Stati Uniti)
- Phil Giambalvo - ingegnere delle registrazioni
- John Berg - design copertina album originale
- Columbia Records Photo Studio - foto copertina album originale
- Ringraziamento speciale a Billy Rose ed al Connecticut Recording Studio[5][6]

## Classifica
Album
| Anno | Classifica             | Posizione raggiunta |
| ---- | ---------------------- | ------------------- |
| 1973 | Billboard 200          | 85                  |
| 1973 | Top R&B/Hip-Hop Albums | 41                  |